# Красноярка (приток Сосьвы)
Красноярка — река в России, протекает по Свердловской области. Устье реки находится в 293 км по правому берегу реки Сосьва. Длина реки составляет 38 км.

## Притоки
- 16 км: Поперечная (лв)
- 19 км: река без названия (лв)

## Данные водного реестра
По данным государственного водного реестра России относится к Иртышскому бассейновому округу, водохозяйственный участок реки — Сосьва от истока до водомерного поста у деревни Морозково, речной подбассейн реки — Тобол. Речной бассейн реки — Иртыш.
Код объекта в государственном водном реестре — 14010502412111200010585.